# Provincia de Satsuma
Satsuma (薩摩国; Satsuma no Kuni) fue una provincia de Japón que actualmente constituye la parte occidental de la prefectura de Kagoshima, en la isla de Kyūshū. Su abreviatura es Sasshū (薩州).
Durante el período Sengoku, Satsuma fue un feudo del daimyō del clan Shimazu, que gobernó la mayor parte de Kyūshū desde su castillo en la ciudad de Kagoshima. 
En 1871 con la abolición del sistema han y la instauración de las prefecturas tras la Restauración Meiji, las provincias de Satsuma y Osumi se unieron para formar la actual prefectura de Kagoshima. 
Satsuma fue una de las provincias principales que se opuso al Shogunato Tokugawa a mediados del siglo XIX. A causa de esto, la oligarquía que llegó al poder tras la "Restauración Meiji" de 1868 tuvo una fuerte representación de la provincia de Satsuma, con líderes como Ōkubo Toshimichi y Saigō Takamori, que ocuparon puestos claves del gobierno. 
Satsuma es conocida por su producción de boniatos 薩摩芋 (satsumaimo).